# Jimena Díaz
Jimena Díaz, detta anche Doña Jimena (Jimena anche in spagnolo, in galiziano, in aragonese, in asturiano e in portoghese; Ximena in catalano e in basco; 24 luglio 1046 – Burgos, 1116), moglie di Rodrigo Díaz de Vivar "el Cid", fu signora consorte di Valencia dal 1093 al 1099 e signora di Valencia dal 1099 al 1102.

## Origine[1]
Figlia del conte di Oviedo e delle Asturie, Diego Fernández e della contessa Cristina Fernández. La madre era figlia di Fernando Gundemárez (1002-1052) e di Jimena Alfónsez (1004-1057) principessa del León, figlia del re del León Alfonso V e della principessa Urraca di Navarra, figlia del re di Navarra e conte d'Aragona Garcia II Sanchez il Tremolante. Jimena ed il re di León e Castiglia Alfonso VI erano cugini in quanto avevano gli avi, Alfonso V (rispettivamente bisnonno e nonno) e Garcia II il Tremolante (rispettivamente trisavolo e bisnonno) in comune.

## Biografia

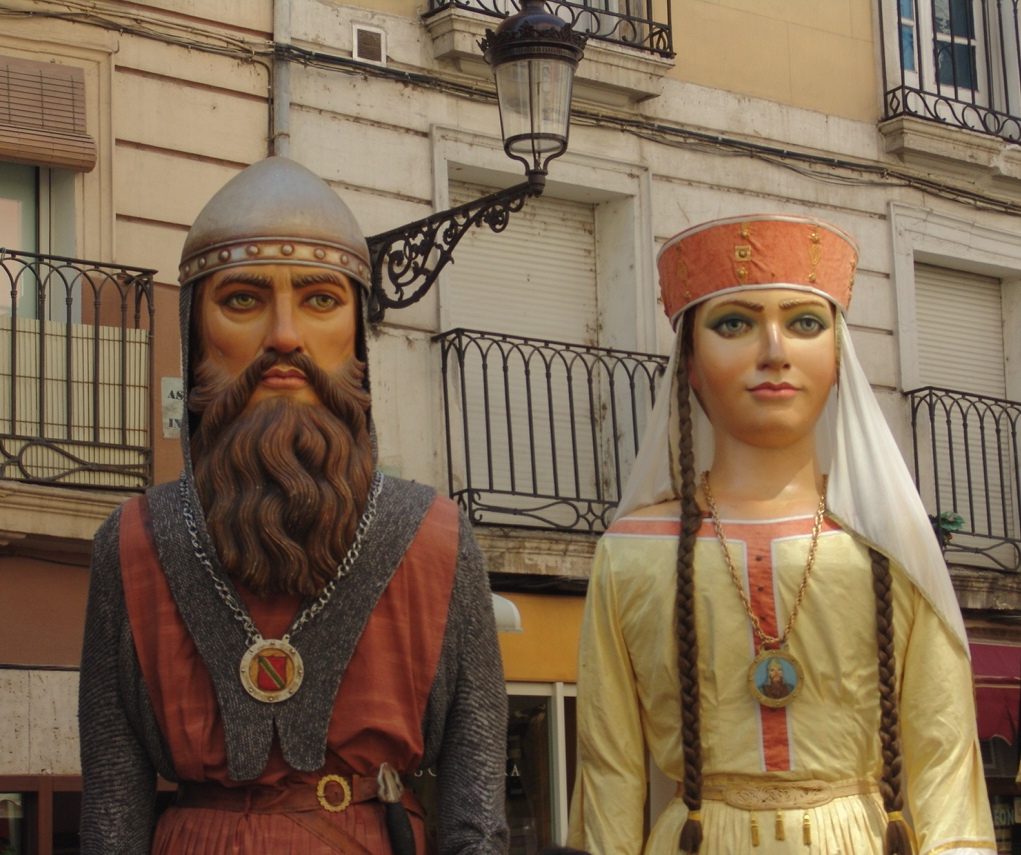
Rappresentazione di Jimena ed il Cid durante le fiestas di Burgos.

Nel mese di luglio del 1074 Jimena sposò Rodrigo Díaz de Bivar, noto come il Cid Campeador che, in quegli anni godeva ancora della stima e della fiducia del re di León e Castiglia Alfonso VI. Nel 1081, il Cid fu mandato in esilio e Jimena, con i figlioletti, rimase in Castiglia ad attendere il ritorno del marito, che avvenne nell'autunno del 1086. Dopo tre anni il Cid venne incolpato della perdita del castello di Aledo, in Murcia e, nel 1090, Alfonso lo condannò all'esilio per la seconda volta, senza concedergli un regolare processo, dopo avergli confiscato tutti i beni e imprigionato la moglie ed i figli. Il Cid riuscì a liberare moglie e figli, che questa volta lo seguirono nella via dell'esilio.

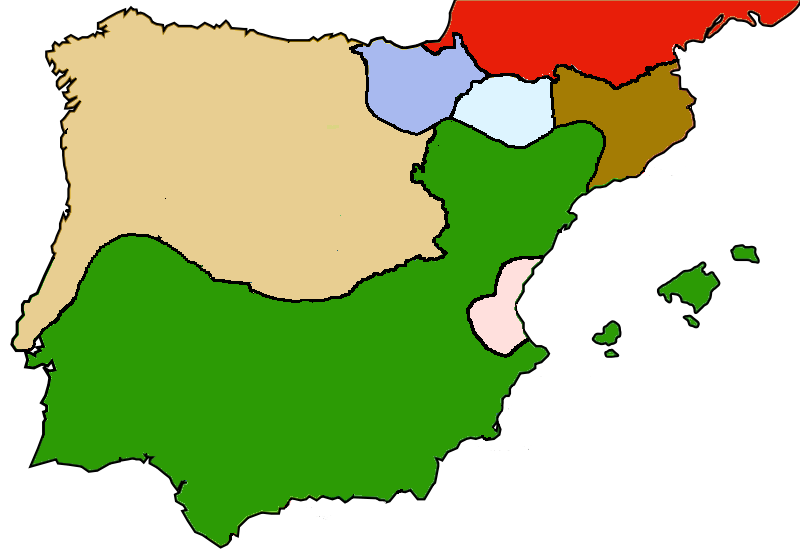
La penisola iberica nel 1100, in rosa la signoria di Valencia dopo la morte d'el Cid.

Jimena andò a Saragozza col marito, che si mise al servizio dell'emiro al-Muqtadir. Dopo che il Cid ebbe conquistato Valencia divenendone il signore, Jimena lo seguì a Valencia. Nel 1099, alla morte del Cid, Jimena divenne signora di Valencia, rinforzò le difese e continuò a difenderla strenuamente dagli attacchi degli Almoravidi dell'emiro ʿAlī b. Yūsuf e vedendo che, con le sue sole forze, non avrebbe potuto resistere a lungo, chiese l'aiuto del cugino, il re di León e Castiglia Alfonso VI.
Alfonso arrivò con l'esercito leonese-castigliano, nel 1102, ma - giudicando le difese in troppo cattivo stato - dichiarò la città indifendibile e decise di rientrare in Castiglia, per difenderla da un attacco degli Almoravidi. Valencia venne abbandonata, dopo essere stata data alle fiamme. Jimena e i suoi soldati seguirono Alfonso trasportando il corpo del marito, che venne tumulato a Burgos, nella chiesa di San Pietro di Cardeña.
Jimena si ritirò nel monastero di San Pietro di Cardeña di Burgos, dove morì nel 1116; fu sepolta vicino al marito nella chiesa di San Pietro di Cardeña. Durante la Guerra d'indipendenza spagnola (1808-1814), i soldati francesi profanarono la tomba del Cid; i suoi resti furono recuperati e, nel 1842, traslati nella cappella della Casa Concistoriale di Burgos. Nel 1921 i resti di Jimena furono traslati nella Cattedrale di Burgos, unitamente a quelli di suo marito.

## Discendenza[2]
Jimena al Cid diede tre figli:
- Diego (ca. 1078-1097), morì, a soli 19 anni, alla battaglia di Consuegra combattendo contro i Mori;
- Cristina (o Elvira) (1080-?), nel 1100 circa, sposò il nipote del re di Navarra, Garcia III, Ramiro Sánchez di Monzón, signore di Monzón (?-1116), a cui diede tre figli, tra cui il futuro re di Navarra, Garcia Ramirez (1105-1150);
- María (ca. 1081-1105) sposò in prime nozze, nel 1098, l'erede al trono d'Aragona Pietro d'Aragona (?-1104), figlio del re d'Aragona, Pietro I e di Agnese d'Aquitania (?-1097); da questa unione non nacquero figli. Rimasta vedova, nel 1104, in seconde nozze, sposò il conte sovrano di Barcellona, Raimondo Berengario III (1082 - 1131); a Raimondo Berengario Maria diede una figlia:[3]
  - Jimena (1105-ca. 1112), che fu sposata, nel 1107, al conte Bernardo III di Besalù (?-ca.1111). (Secondo Genealogy invece visse più a lungo e sposò, in seconde nozze, nel 1117, il conte Ruggero III di Foix,[4] morto verso il 1147).

## Nella cultura di massa
- Nel 1961 fu girato un film di 184 minuti, diretto da Anthony Mann. Il film, di produzione italo-spagnola, ebbe un cast internazionale, dove Jimena venne interpretata da Sophia Loren.
- L'espansione The Conquerors di Age of Empires II: The Age of Kings include la campagna spagnola, di cui Jimena stessa è un personaggio centrale.
- Compare anche nella serie televisiva del 2020 El Cid, dov'è interpretata dall'attrice Lucía Guerrero.